# 豐和邨
豐和邨（英語：Fung Wo Estate）是香港房屋委員會轄下的一個公共屋邨，位於新界沙田區豐順街3號，舊址是前沙田已婚警察及消防宿舍，項目編號為ST40。但已列入擴展市區配屋區內，屋邨於由房屋署總建築師（1）及房屋署總建築師（設計及標凖策劃）聯手設計，新昌建築有限公司承建，屋邨曾經由宜居物業管理公司作物業管理，直到2020年轉為中國海外物業管理有限公司作物業管理，此邨有2幢36層及1幢40層高T字型非標準型設計樓宇，共1,607伙，其中兩幢樓宇採用了單向設計，將非噪音敏感地帶（如：走廊及電梯大堂等地方）規劃到面向噪音聲源，以特別建築設計的方法阻隔從公路及鐵路而來的噪音，而住宅單位則為構件式單位設計，屋邨於2010年8月3日動工興建，2013年3月8日完工，並於2013年5月27日開始入伙並派鎖匙。工程費用約為5億港元。

## 歷史
前身是沙田已婚警察宿舍及消防宿舍，於2007年拆卸，並重建為今日的豐和邨。

## 屋邨資料

### 樓宇
| 樓宇名稱（座號） | 樓宇類型               | 落成日期     | 樓宇層數 （住宅層數） | 每層伙數                             | 建築師                                           | 承建商           | 提供升降機的廠商 |
| ---------------- | ---------------------- | ------------ | --------------------- | ------------------------------------ | ------------------------------------------------ | ---------------- | ---------------- |
| 和順樓（第1座）  | 非標準設計大廈 （T型） | 2013年3月8日 | 36 （2-35）           | 11（2-32樓） 9（33-35樓）            | 房屋署總建築師（1）、 總建築師（設計及標凖策劃） | 新昌建築有限公司 | 日立             |
| 和安樓（第2座）  | 非標準設計大廈 （T型） | 2013年3月8日 | 36 （2-35）           | 11（2-32樓） 9（33-35樓）            | 房屋署總建築師（1）、 總建築師（設計及標凖策劃） | 新昌建築有限公司 | 日立             |
| 和悅樓（第3座）  | 非標準設計大廈 （T型） | 2013年3月8日 | 40 （1-39）           | 不設8與9號單位（1-3樓） 22（4-39樓） | 房屋署總建築師（1）、 總建築師（設計及標凖策劃） | 新昌建築有限公司 | 日立             |

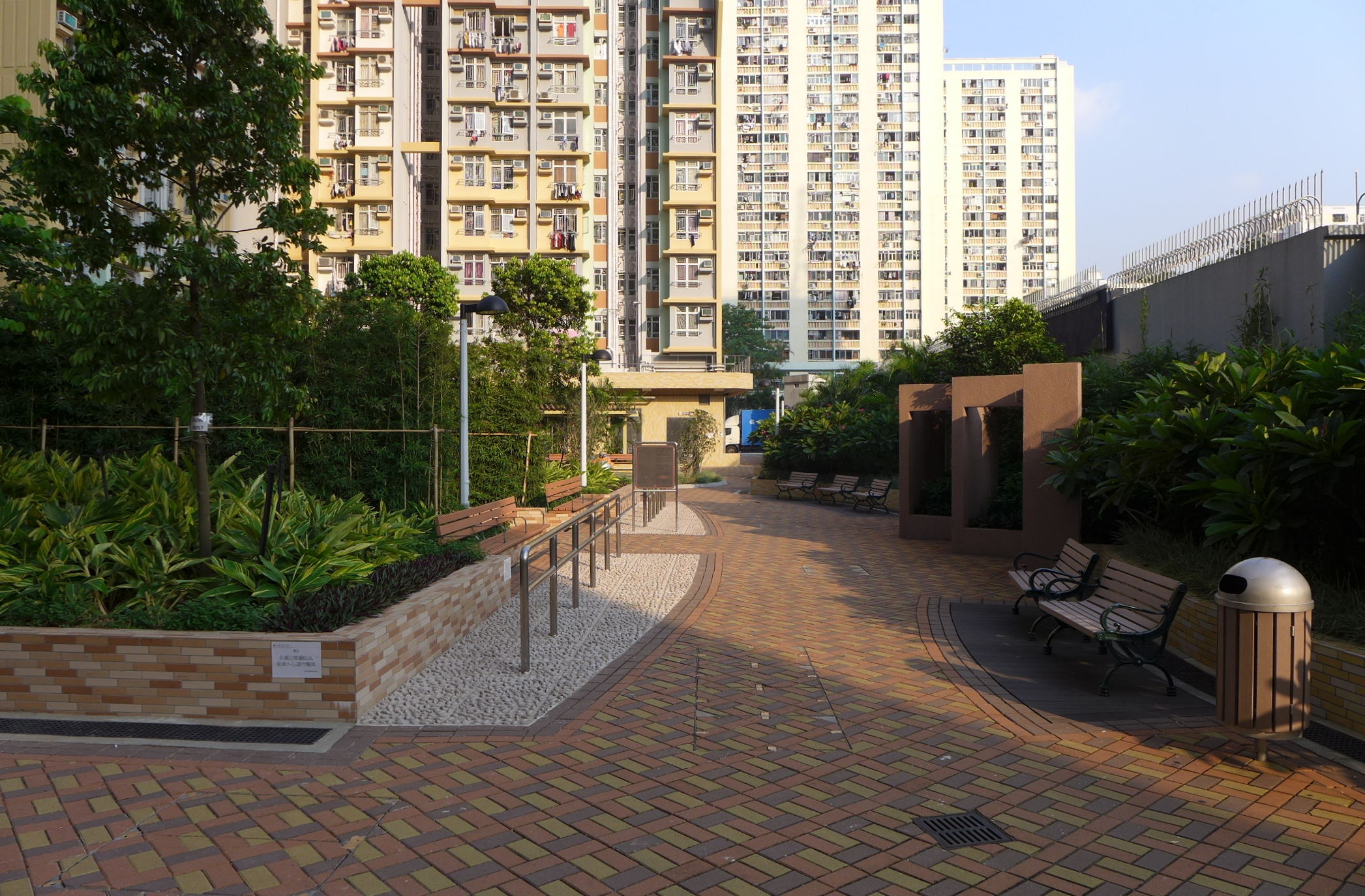
休憩空間
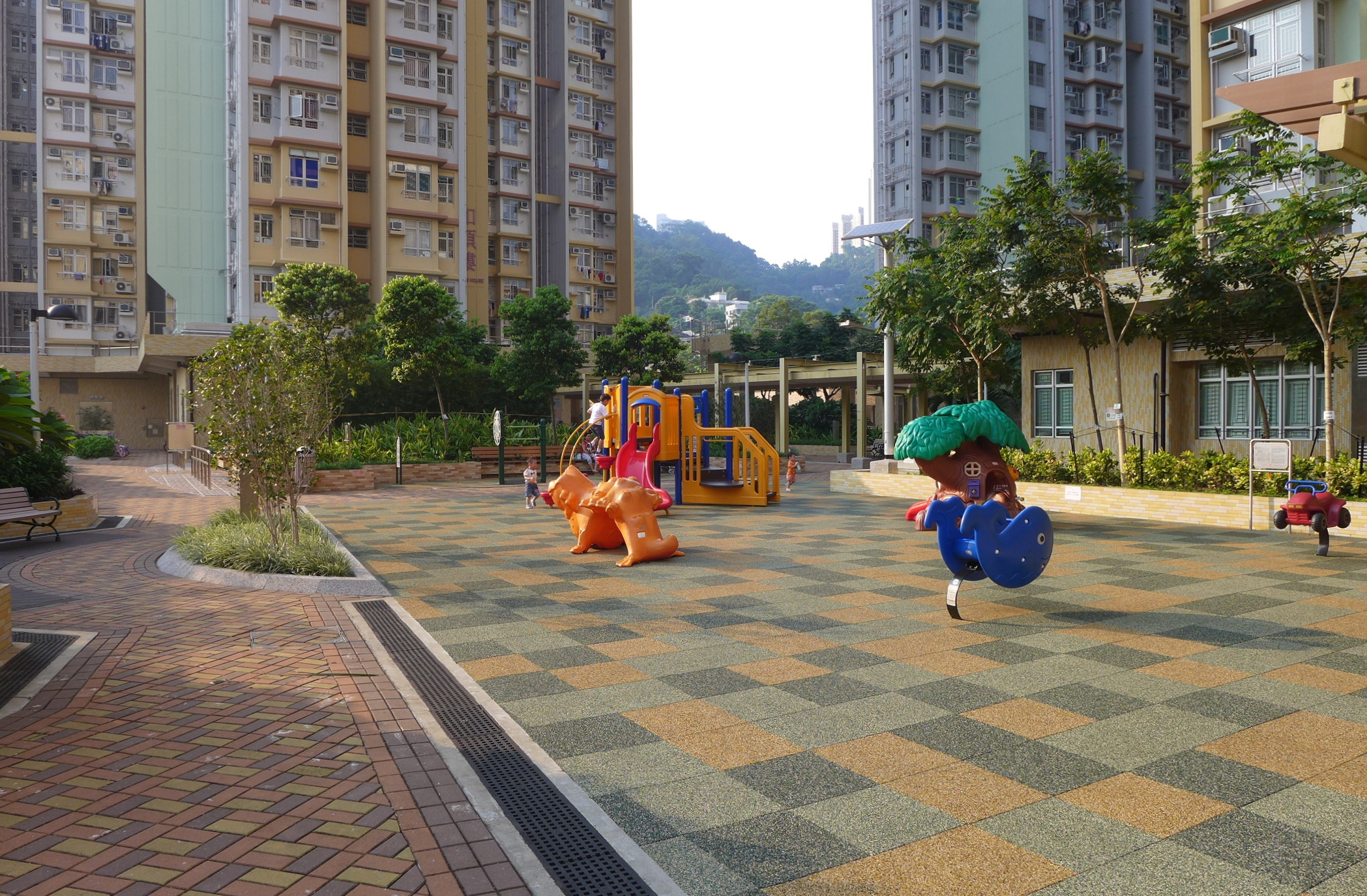
兒童遊樂場
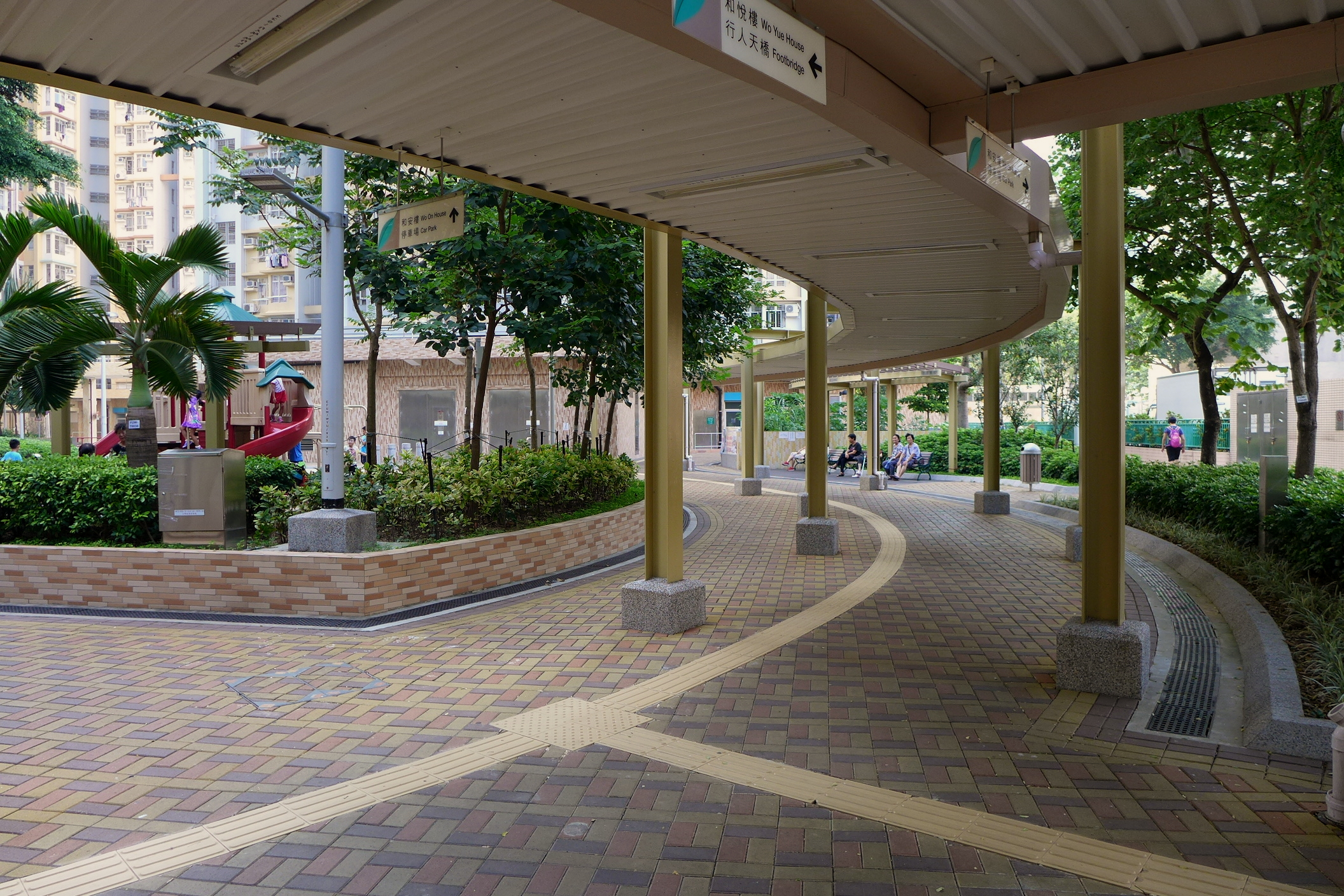
有蓋行人通道
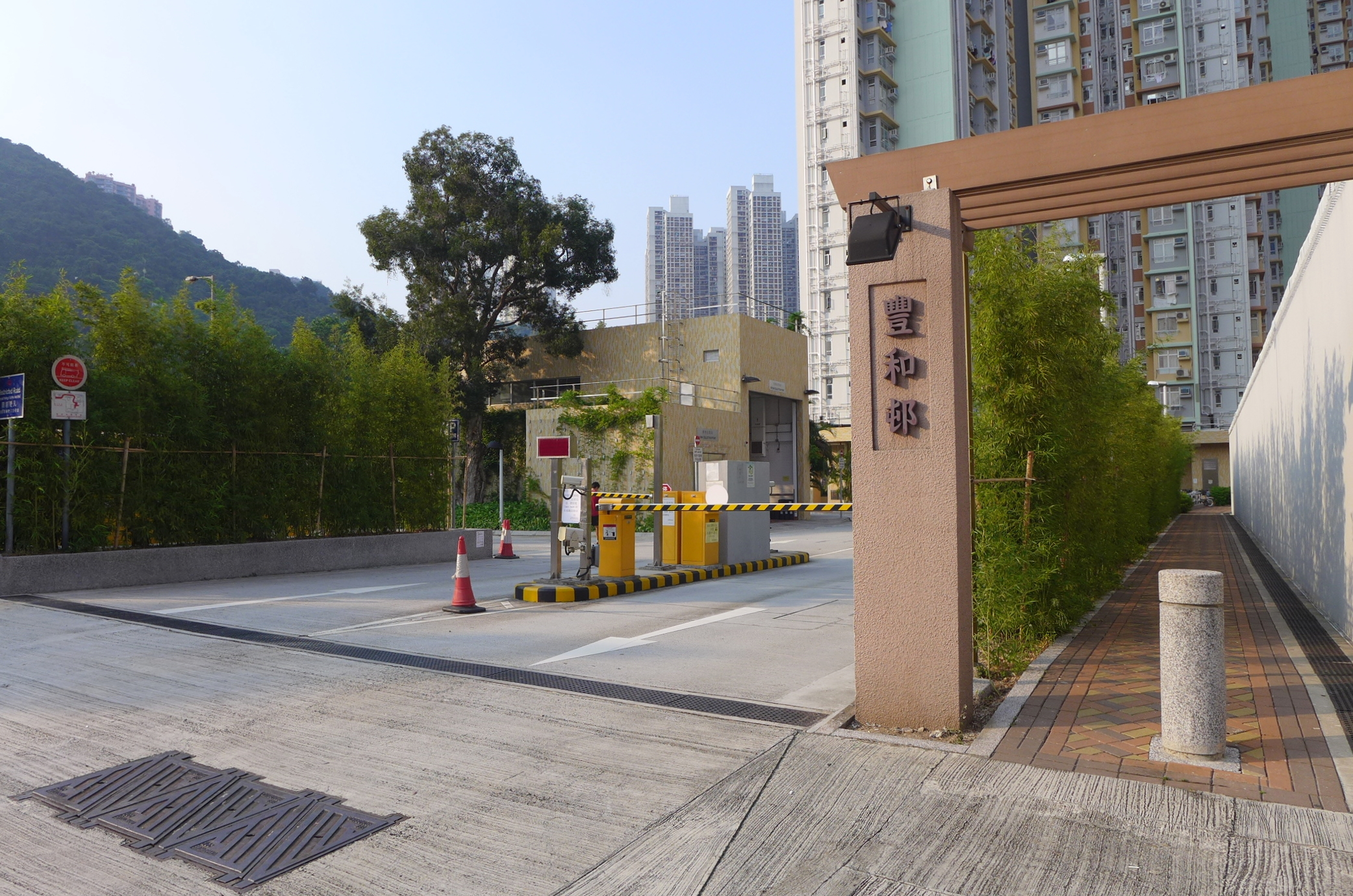
停车场入口
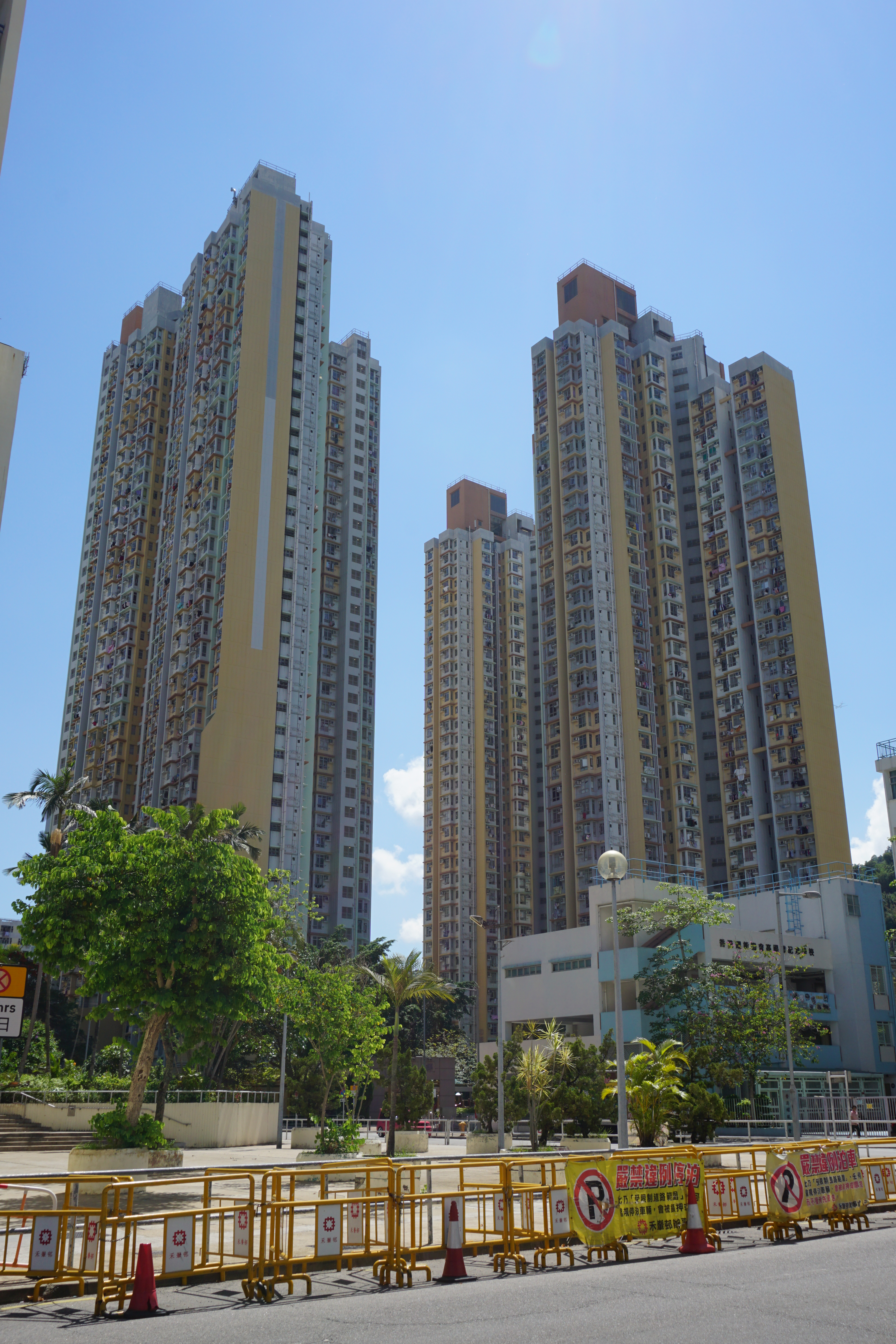
豐和邨東面（2018年）
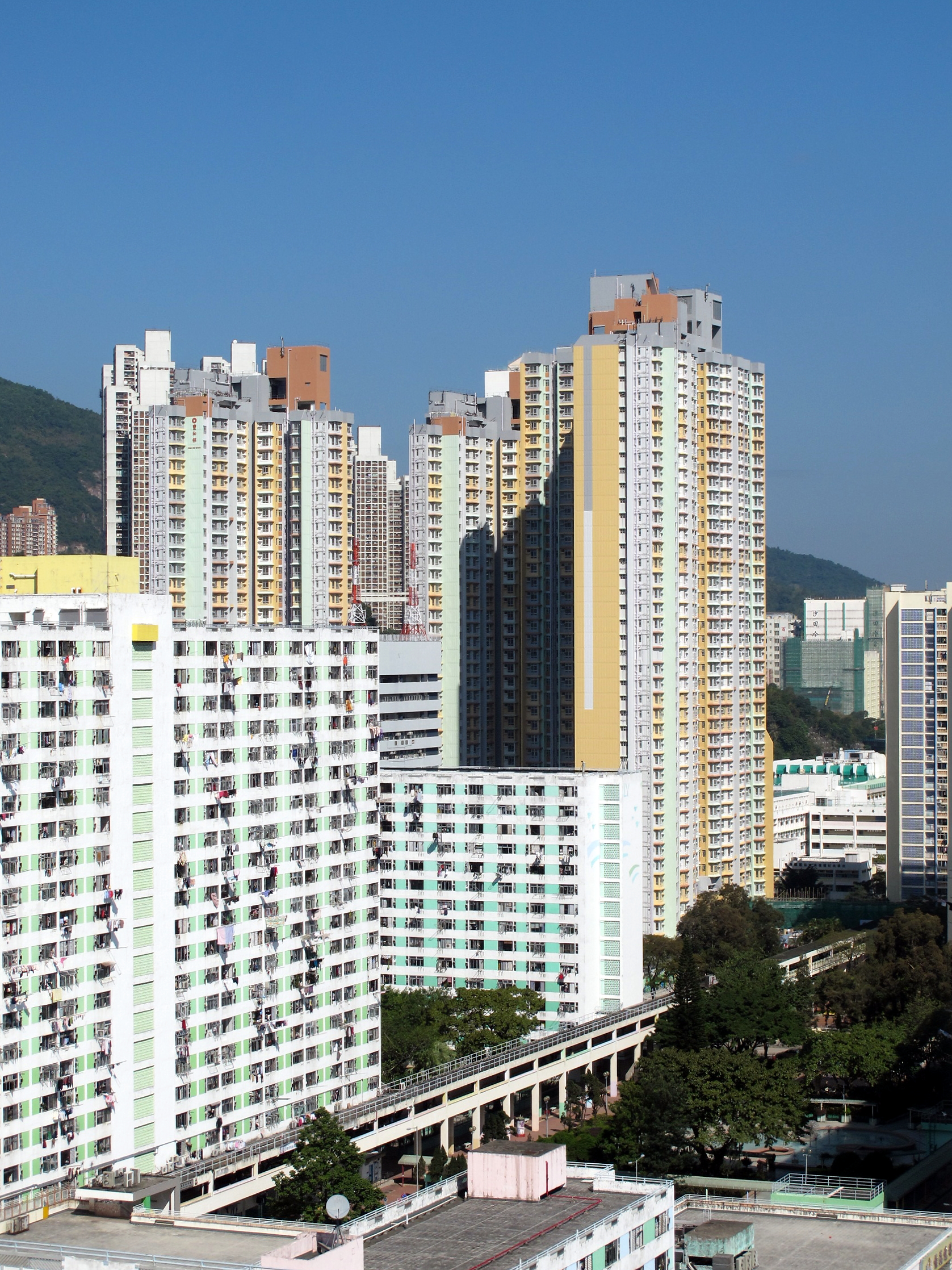
豐和邨南面（2012年12月）

## 所屬選區
豐和邨屬於沙田區議會的瀝源選區，前區議員是香港彩虹執行幹事、社會民主連線副主席岑子杰。

## 教育
幼稚園
- 聖公會靈風堂禾輋幼稚園
- 東華三院廖恩德紀念幼稚園

小學
- 天主教聖華學校
- 基督教香港信義會禾輋信義學校

中學
- 聖公會曾肇添中學
- 沙田蘇浙公學
- 沙田培英中學

特殊學校
- 香港耀能協會高福耀紀念學校

## 興建期間的圖片庫

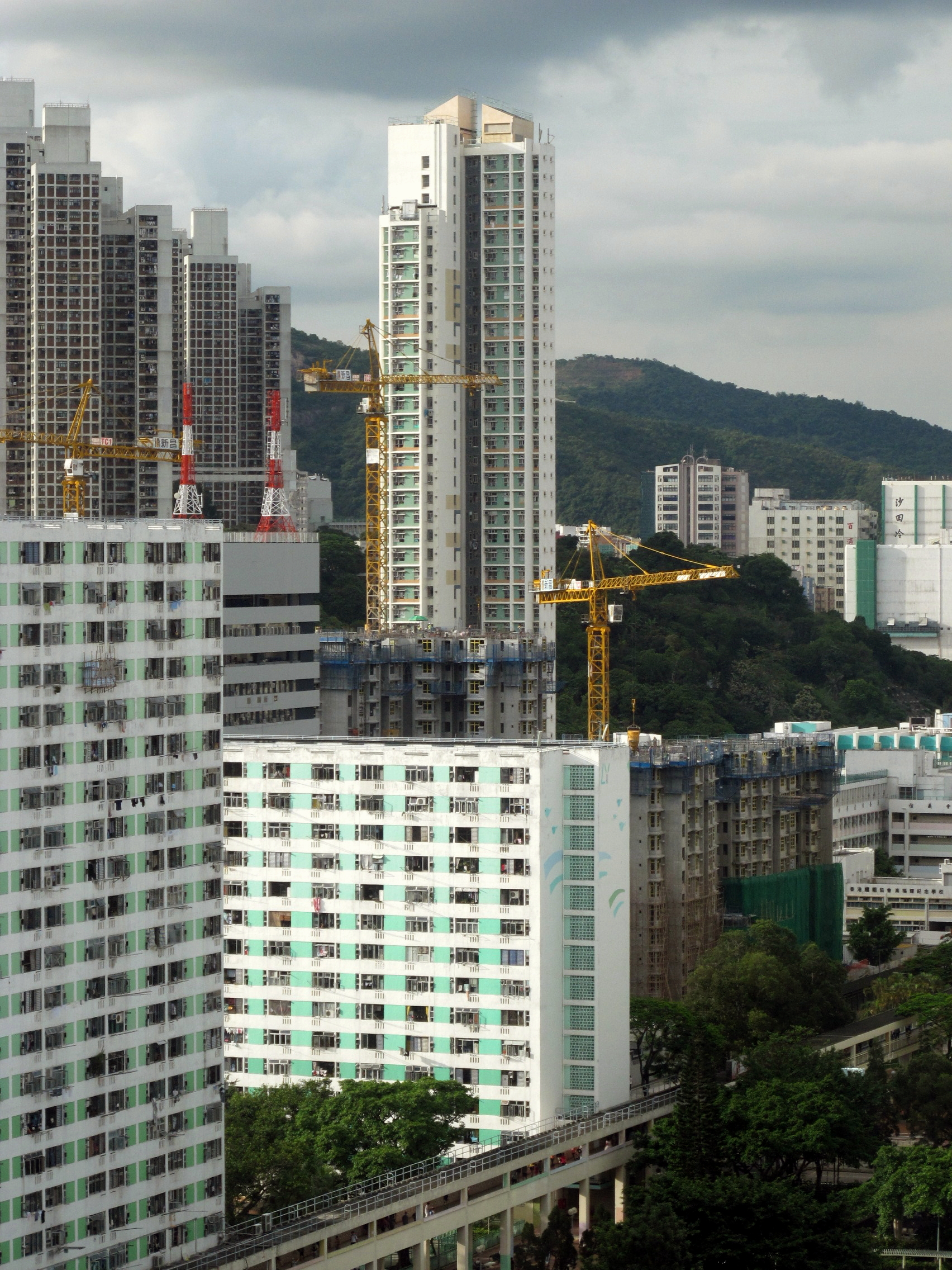
2011年6月
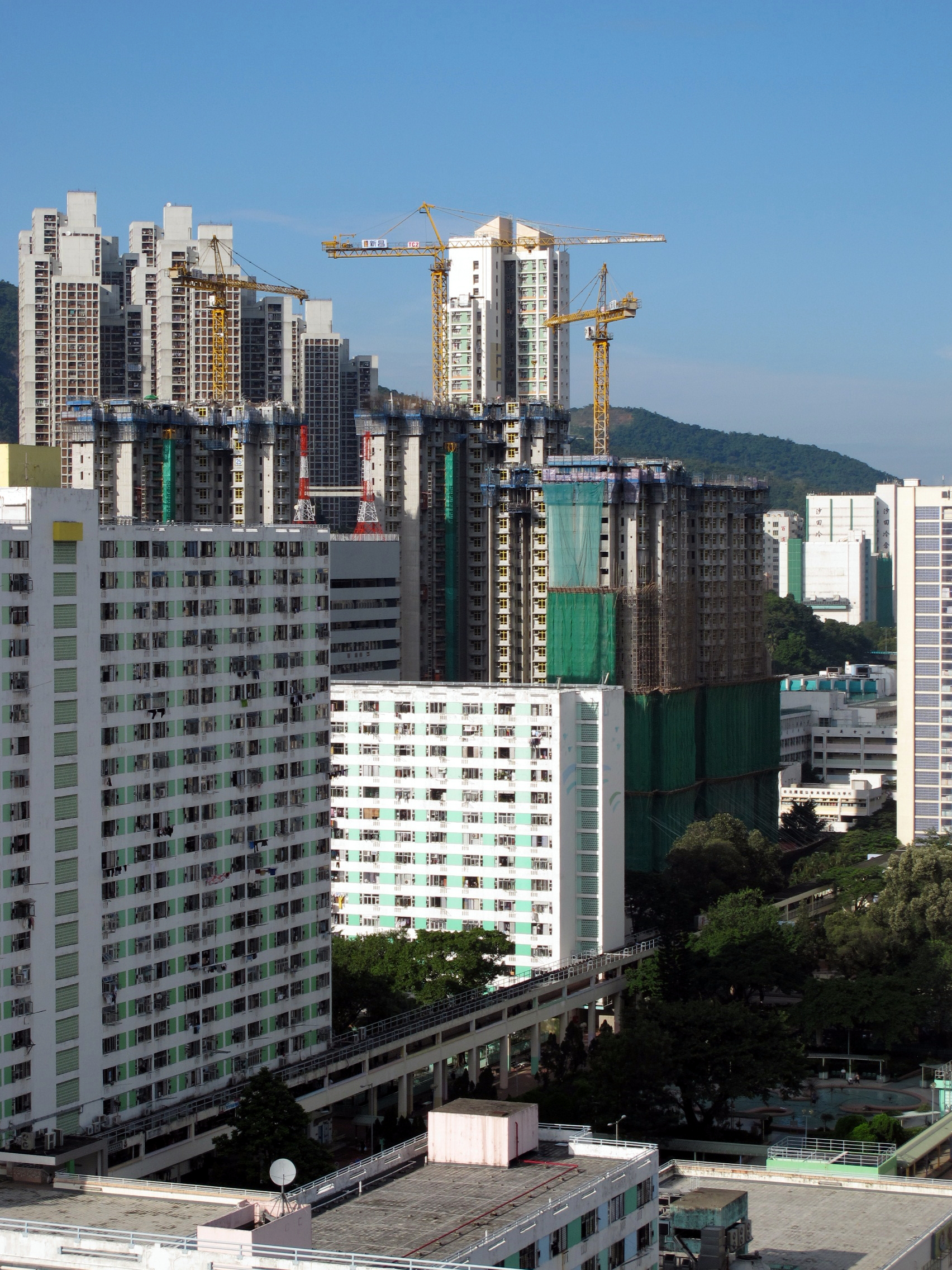
2011年10月
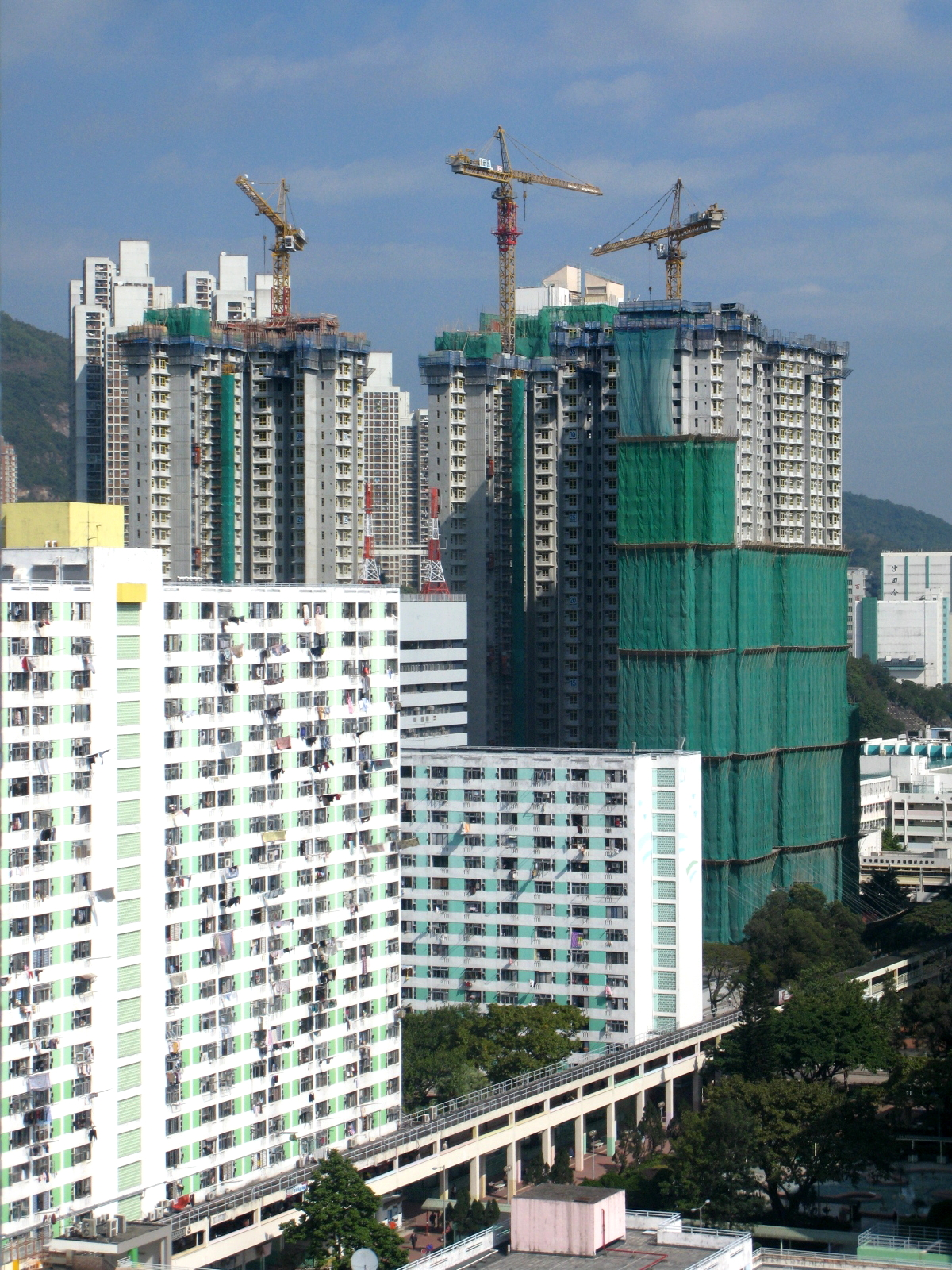
2012年1月
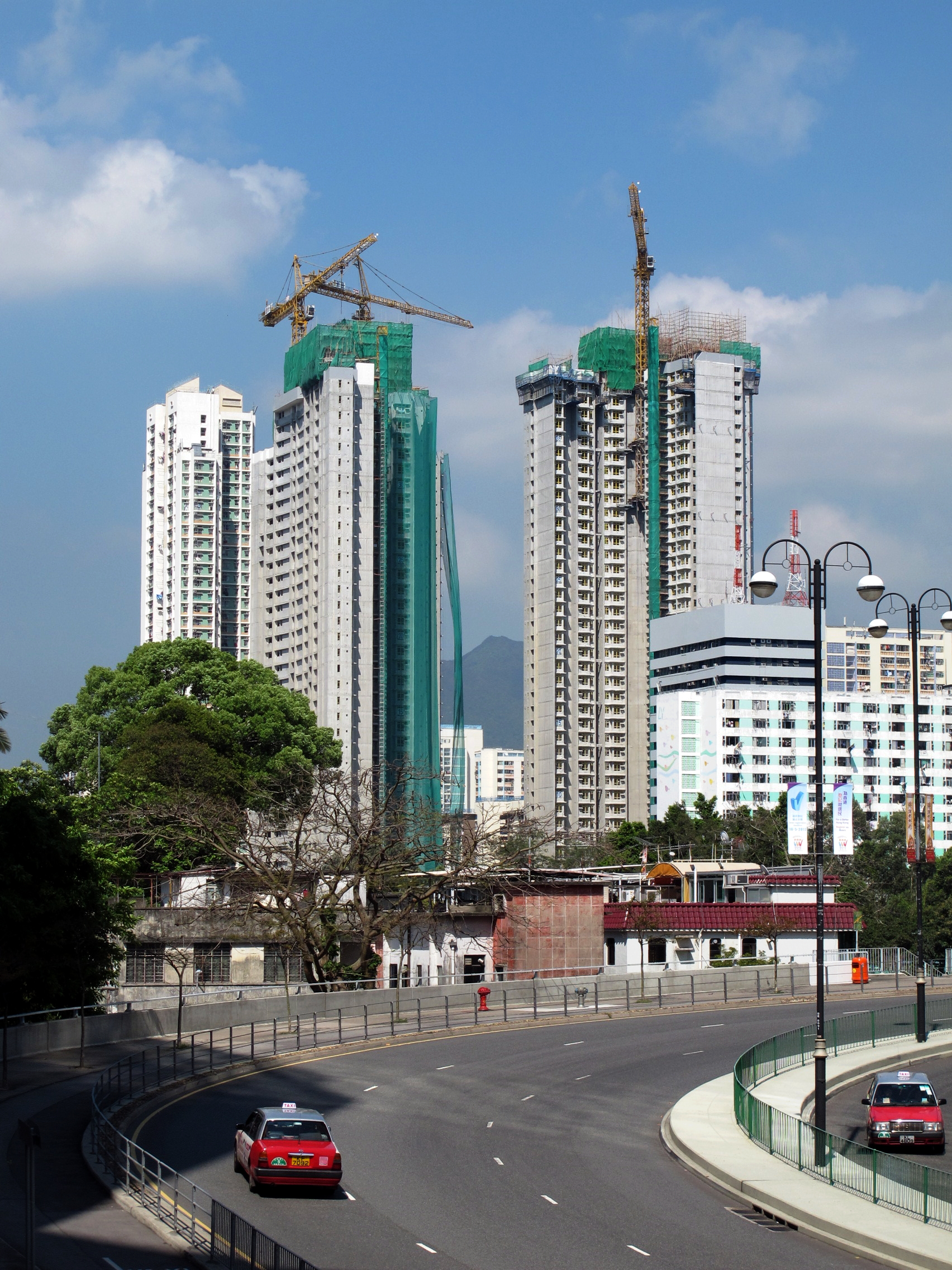
2012年4月